# Les Énigmes de Tim
Les Énigmes de Tim furono pubblicati, nella rivista per ragazzi Pif Gadget, dopo che la serie di Les Enquêtes de Ludo termino la pubblicazione. Con il n. 682 del 1982, fino alla scomparsa del giornale, queste tavole le troviamo in edicola nella nuova serie a puntate che terminerà definitivamente alla chiusura del periodico nel 1994. La trama era quella di svolgere un'indagine poliziesca utilizzando vari elementi presentati in forma di fumetto e di smascherare il colpevole. La soluzione era indicata in fondo alla pagina ma la lettura doveva essere fatta al contrario sottosopra.
I testi e i disegni erano di Jean-Pierre Dirick.
Gli indovinelli pubblicati su Pif Gadget sono qui di seguito pubblicati:
| n°  | pagine n° | Titoli                           |
| --- | --------- | -------------------------------- |
| 682 | 64        | Panique au cirque                |
| 683 | 62        | Auto en morceaux                 |
| 684 | 62        | Contrebande à Bandol             |
| 685 | 58        | Le Corot s'est cassé             |
| 686 | 64        | Le Carat Fond                    |
| 687 | 60        | Le bouddha a mis les bouts       |
| 688 | 62        | Attentat raté                    |
| 689 | 65        | Quand le bâtiment… ment          |
| 690 | 59        | Hold-up de dupes                 |
| 691 | 61        | Maquillage au garage             |
| 692 | 59        | Accident à Fécamp                |
| 693 | 57        | Une pompe… Ça Pompe              |
| 694 | 59        | Civa s'en va                     |
| 695 | 61        | Le microfilm a filé              |
| 696 | 59        | Opération opéra                  |
| 698 | 63        | La Manche et la belle            |
| 699 | 59        | Vol en stop                      |
| 700 | 61        | Supercherie à la galerie         |
| 701 | 59        | Cambriolage en étage             |
| 704 | 53        | La valse des diams               |
| 706 | 55        | Agression à Toulon               |
| 707 | 55        | Cyrano a bon dos !               |
| 708 | 57        | Enquête sur un pickpocket        |
| 709 | 49        | Faux numéro                      |
| 710 | 48        | Revenant aux Champs              |
| 712 | 60-61     | Grand Prix pas pris              |
| 713 | 58        | Filature en voiture              |
| 714 | 48        | Pour un témoin de moins          |
| 715 | 60-61     | Millions en avion                |
| 716 | 59        | Haine à la fête foraine          |
| 717 | 45        | Aigrefin au musée Grévin         |
| 718 | 59        | Document gênant                  |
| 720 | 46        | Le cas du roi inca               |
| 721 | 55        | Enlèvement de serpent            |
| 722 | 59        | Robinson-prison                  |
| 723 | 43        | Courrier envolé                  |
| 724 | 37        | Piège à la neige                 |
| 725 | 46        | Saboteur-amateur                 |
| 726 | 57        | Trio et tacots                   |
| 727 | 45        | Accident Troublant               |
| 728 | 47        | Héritage sans partage            |
| 729 | 47        | Le mouchard n'est pas bavard     |
| 730 | 48        | Trafic en Belgique               |
| 731 | 43        | L'alibi d'Alix                   |
| 732 | 66        | Gare dans la gare !              |
| 733 | 49        | Zizanie et calomnie              |
| 735 | 59        | Casse à marée basse              |
| 736 | 59        | guet-apens pour le savant        |
| 737 | 49        | Blanc comme linge                |
| 738 | 47        | Malheur au cascadeur             |
| 739 | 47        | Types et Prototypes              |
| 740 | 57        | Vacances et innocences           |
| 741 | 57        | Animaux sans zoo                 |
| 742 | 47        | Le Déguisement                   |
| 743 | 47        | Correspondant pas voyant         |
| 746 | 45        | Le douanier n'est pas futé !     |
| 747 | 47        | Poterie et étourderie            |
| 749 | 47        | Espionnage sous l'orage          |
| 750 | 45        | Naufrage, Ô désespoir !          |
| 751 | 59        | La malédiction du pharaon        |
| 752 | 51        | Cinéma et caméra                 |
| 753 | 59        | Agression à la rédaction         |
| 755 | 47        | Disparition a la station         |
| 756 | 47        | Le conservateur a tort           |
| 757 | 47        | On pique à la boutique           |
| 758 | 47        | Falsification d'occasion         |
| 759 | 47        | Coups de feu odieux              |
| 760 | 69        | Casse-tête en 747                |
| 761 | 59        | Ascension et mystification       |
| 763 | 45        | Un pneu… beaucoup                |
| 764 | 55        | Drôle de vol                     |
| 767 | 43        | Brigand des champs               |
| 769 | 47        | Un routier pas sympa             |
| 770 | 47        | Professeur voleur ?              |
| 771 | 47        | Courrier envolé                  |
| 772 | 47        | Trésor dehors                    |
| 773 | 59        | Martiens taquins                 |
| 775 | 47        | Inimitié à la télé               |
| 776 | 49        | Jo incognito au château          |
| 777 | 47        | L'enfant prodigue intrigue       |
| 779 | 61        | Balle perdue non retrouvée       |
| 780 | 47        | Haut vol !                       |
| 782 | 49        | Passe-passe à la casse           |
| 783 | 47        | Machination et projection        |
| 784 | 49        | Échec et mat dans le transat     |
| 785 | 61        | La machination du bûcheron       |
| 786 | 63        | Pompier… bon œil                 |
| 787 | 57        | Profanation et malédiction       |
| 788 | 47        | Incognito sous chapiteau         |
| 789 | 57        | Attentat sans résultat           |
| 790 | 45        | Défense d'y voir                 |
| 791 | 57        | Troc et rock                     |
| 792 | 48        | Mine de rien                     |
| 793 | 56        | échec et tomate                  |
| 794 | 54        | Motus aux puces                  |
| 795 | 50        | économies… parties               |
| 796 | 62        | Le campeur a peur                |
| 797 | 62        | Révélation et protection         |
| 800 | 49        | Malheur au collectionneur        |
| 801 | 50        | Canadair en l'air !              |
| 802 | 50        | Arroseur arrosé                  |
| 804 | 42        | Fric-frac                        |
| 805 | 30        | Tragédie au grand prix           |
| 807 | 46        | Épreuve et preuve                |
| 809 | 44        | Traquenard pour un mouchard      |
| 810 | 55        | Problème en U.L.M.               |
| 811 | 50        | Foot en banqueroute              |
| 813 | 46        | Troupiers oubliés                |
| 815 | 50        | Le traquenard du loubard         |
| 816 | 46        | Profanation et disparition       |
| 819 | 44        | Coup de fil habile               |
| 821 | 46        | Pas vu, pas pris !               |
| 823 | 38        | Préhistoire d'en rire            |
| 824 | 38        | Le faussaire exagère             |
| 825 | 38        | Coup de feu d'artifice           |
| 827 | 38        | Fantasia sur les toits           |
| 828 | 42        | Le téléphone sonne               |
| 830 | 38        | Condamnation sans raison         |
| 831 | 38        | Une silhouette pas très honnête  |
| 832 | 38        | Dispute sur la butte             |
| 834 | 38        | Égouts et des coureurs           |
| 835 | 40        | La marée était en noir           |
| 836 | 28        | Le faux air du faussaire         |
| 837 | 44        | L'explorateur a tort             |
| 838 | 42        | Retard au départ                 |
| 839 | 38        | Voleur dormeur                   |
| 840 | 48        | Camionneur voleur ?              |
| 842 | 44-48     | Super Tim                        |
| 843 | 46        | Pharaon et malédiction           |
| 846 | 34        | Vol au guignol                   |
| 850 | 33        | Forage ô désespoir               |
| 852 | 50        | Rodéo en auto                    |
| 853 | 52        | Coup de fil… d'Ariane            |
| 854 | 52        | Mirage et sabotage               |
| 857 | 38        | L'antiquaire exagère             |
| 858 | 48        | Privé de désert                  |
| 859 | 48        | La diva divague                  |
| 860 | 47        | Cousins et coquins               |
| 861 | 43        | L'auto, ça peut rapporter gros ! |
| 862 | 46        | Secte suspecte                   |
| 863 | 40-44     | Super Tim                        |
| 864 | 44        | Mystère et hélicoptère           |
| 868 | 45        | Pêcheur menteur                  |
| 871 | 48        | Voleur volé                      |
| 874 | 50        | Le faux Noël… perd               |
| 885 | 76        | Mission sur le porte-avions      |
| 887 | 70-74     | Le carnaval des clowns           |
| 890 | 60        | Tonneau à Bamako                 |
| 891 | 77        | Butin pour coquin                |
| 892 | 74        | Casseur menteur                  |
| 893 | 39        | Expédition bidon                 |
| 898 | 51        | Essence et assurance             |
| 899 | 40        | Malfrat à l'opéra                |
| 902 | 40        | Faux cargo                       |
| 905 | 44        | Art et clochard                  |
| 906 | 44        | Réunion et identification        |
| 907 | 44        | La fin de l'aigrefin             |
| 909 | 41        | Mystère à la frontière           |
| 910 | 44        | Docteur menteur                  |
| 911 | 40        | Voleur volé                      |
| 912 | 40        | Faux troupeau                    |
| 914 | 44        | Choc et troc                     |
| 915 | 42        | Les millions du galion           |
| 916 | 42        | Art et clochard                  |
| 918 | 42        | Accident Troublant               |
| 927 | 38        | Équipage à la page               |
| 927 | 39        | Vengeance en vacances            |
| 927 | 40        | Dormeurs et cambrioleurs         |
| 927 | 41        | Drôle de music-hall              |
| 928 | 45        | Sable et coupable                |
| 930 | 42        | Faux radeau                      |
| 931 | 38        | Voyageur menteur                 |
| 932 | 42        | Trafic dans le pacifique         |
| 933 | 56        | La peinture… c'est dur !         |
| 934 | 42        | Murs et armures                  |
| 935 | 42        | Braquage à la page               |
| 942 | 40-41     | Le traquenard du Taulard         |
| 943 | 47-48     | Pharaon et profanation           |
| 944 | 40-41     | Espion sur le porte-avions       |
| 945 | 38-39     | Des neveux crapuleux             |
| 946 | 49-50     | Incendiaire en Canadair          |
| 947 | 42-43     | Un cas Inca                      |
| 948 | 40-41     | Dormeurs et voleurs              |
| 949 | 42-43     | Passe-passe à la casse           |
| 950 | 48-49     | Terminus pour l'Airbus           |
| 951 | 40-41     | Opération opéra                  |
| 954 | 61-62     | Mystère en l'air                 |
| 955 | 42-43     | Capitaine et mise en scène       |
| 958 | 60-61     | Casse à marée basse              |
| 959 | 46-47     | Amenez-y l'amnésique             |
| 960 | 66-67     | Imbroglio en hélico              |
| 961 | 44-45     | Le routier n'est pas sympa       |
| 962 | 40-41     | Préhistoire d'en rire            |
| 963 | 42-43     | Mouchard et chauffard            |
| 964 | 40-41     | Pompier… bon œil                 |
| 965 | 42-43     | Taxi de nuit                     |
| 966 | 44-45     | Montgolfière pas fière !         |
| 967 | 38-39     | Un éléphant… ça trompe !         |
| 968 | 42-43     | Crapule et somnambule            |
| 971 | 42-43     | Accident Troublant               |
| 972 | 40-41     | 747 et casse-tête                |
| 973 | 44-45     | Aigrefin au parfum               |
| 974 | 40-41     | Vengeance et médisance           |
| 977 | 40-41     | Lingots en haut                  |
| 978 | 42-43     | Triste sire en cire              |
| 980 | 42-43     | Aztèques et frites               |
| 981 | 40-41     | Le Voleur est un dormeur         |
| 982 | 44-45     | Délit et imprimerie              |
| 985 | 40-41     | Naufrage et camouflage           |
| 986 | 42-43     | Le navigateur est un tricheur    |
| 987 | 42-43     | Blanc comme neige                |
| 993 | 44-45     | Blagueur voleur                  |
| 996 | 42-43     | Pas de millions dans le galion   |
| 997 | 42-43     | Réunion et discrétion            |
| 998 | 44-45     | Choc et troc                     |
| 999 | 42-43     | Fric-frac et cul-de-sac          |